# 让·勒迈尔·德·贝尔热
让·勒迈尔·德·贝尔热（Jean Lemaire de Belges，1473年—1525年），文艺复兴时期欧洲诗人。他出生于埃诺，主要从事诗歌写作。他杰出的散文著作是关于法国的起源传说《高声的荣耀与特洛伊的特性》（1510年至1513年出版）。

## 扩展阅读
- 本条目包含来自公有领域出版物的文本: Chisholm, Hugh (编).  (第11版). London: Cambridge University Press. 1911.